# Cleptometopus fuscosignatus
Cleptometopus fuscosignatus är en skalbaggsart som beskrevs av Stefan von Breuning 1947. Cleptometopus fuscosignatus ingår i släktet Cleptometopus och familjen långhorningar. Inga underarter finns listade i Catalogue of Life.